# 프로젝트 7형 구축함
프로젝트 7형 구축함(러시아어: Эскадренные миноносцы проекта 7) 혹은 그네브니급(러시아어: Гневный) 구축함은 1930년대 말에서 40년대 초에 건조된 소련의 구축함이다. 1930년대 소련의 해군력 강화 계획에 따라 건조되었으며 제 2차 세계대전 기간 동안 실전에 투입되었다.
1950년대 모두 퇴역하였고, 태평양함대 소속의 4척의 함은 1955년 중화인민공화국에 인도되었다.

## 개발
5개년 계획이 한창이던 1930년대 해군력을 증강계획의 일환으로 프로젝트 7형 구축함의 개발이 1933년부터 시작되었다. 이데올로기의 차이에도 불구하고 이탈리아의 도움을 받아 개발이 시작되었다.
프로젝트 7형은 동시대의 이탈리아 함정들과 마찬가지로 구조적 취약점과 한정된 내항성 등으로 인해 프로젝트 7형의 건조는 30척으로 중단되고 개량형인 프로젝트 7U형으로 대체되었다.

## 무장
주포로는 130mm 50구경장의 B-13 4문을 장비한다. B-13의 최대 사거리는 25,597m, 발사속도는 분당 5-13발이다. 대공 무장으로는 76.2mm 34-K 대공포 2문, 단장 45mm 21-K 대공포 2문, 12.7mm DK 혹은 DShK 대공기총 2문을 장비한다. 또한 533mm 3연장 39-Yu 어뢰 발사관을 2기를 양현에 장비하고, 폭뢰 25 발, 기뢰 95 발을 탑재할 수 있다.